# Dombeya buettneri
Dombeya buettneri är en malvaväxtart som beskrevs av Karl Moritz Schumann. Dombeya buettneri ingår i släktet Dombeya och familjen malvaväxter. Inga underarter finns listade i Catalogue of Life.